# Culture thaïlandaise

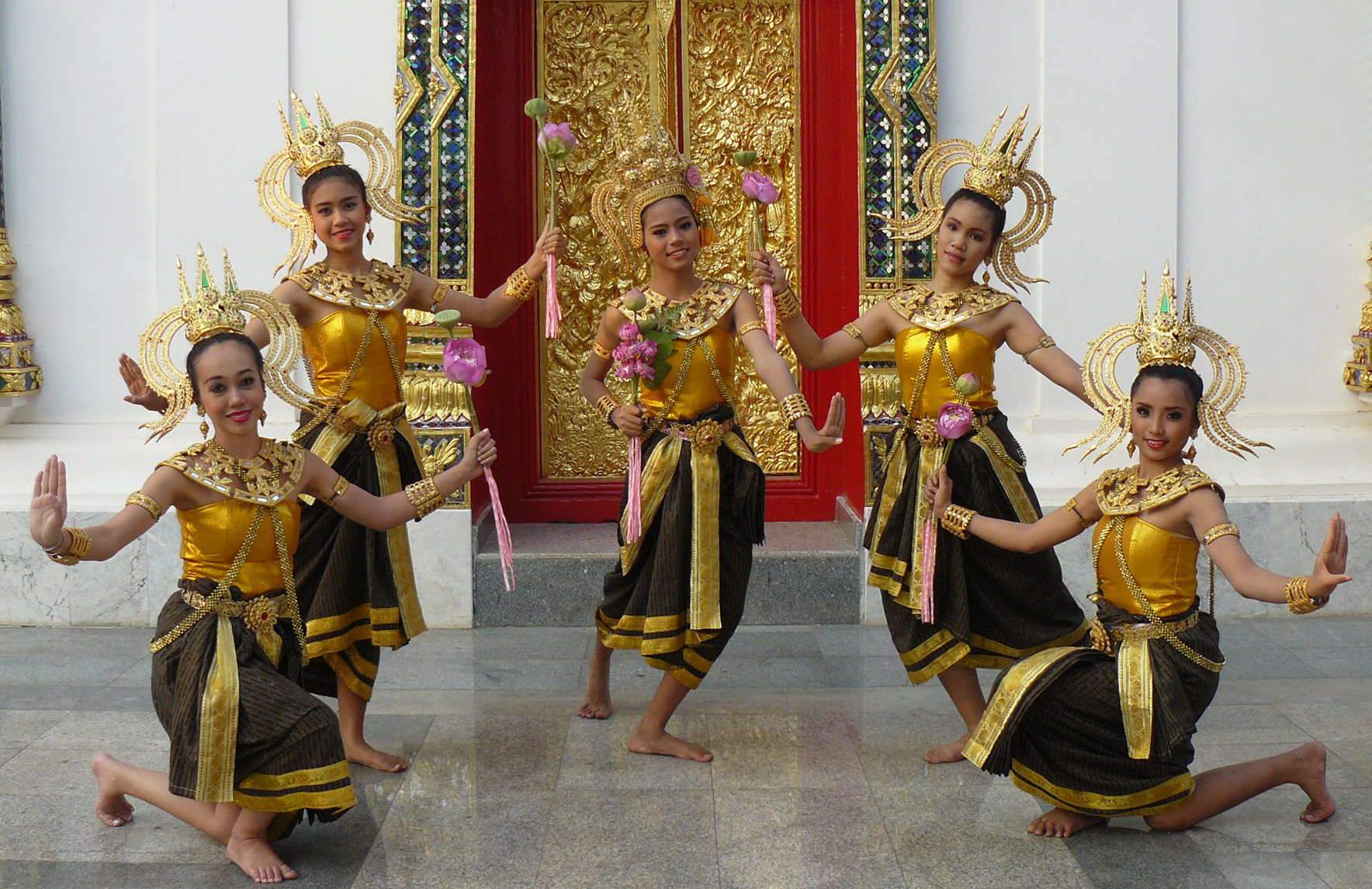
Danse traditionnelle (Province d'Uttaradit, 2008).

La culture de la Thailande, pays de l'Asie du Sud-Est, ou culture thaïlandaise, désigne d'abord les pratiques culturelles observables de ses habitants (69 000 000, estimation 2018), toutes ethnies confondues. Les diasporas thais (en) (1 100 000) y concourent partiellement.
La culture thaïlandaise, influencée par le bouddhisme et l'hindouisme, est très ancienne. Elle partage de nombreux points communs avec celle des pays voisins (Laos, Cambodge et Birmanie). L’afflux répété des immigrants chinois a également eu une grande influence.

## Langues, peuples, cultures

### Langues
- Langues en Thaïlande, Langues en Thaïlande (rubriques) (environ 60)
  - Langues tai-kadai : 93,5 %,
  - Langues austroasiatiques : 2 %,
  - Langues austronésiennes : 2 %,
  - Langues tibéto-birmanes : 1 %,
  - Langues hmong-mien : 0,2 %.
- Langues étrangères :
- Tinglish (en)
- Langues des signes
  - Langue des signes américaine, Langue des signes de Ban Khor, Chiangmai Sign Language (en)

#### Thaï
- Langue thaïe
- Alphasyllabaire thaï
- Royal Institute Dictionary (en)
- List of Thai language idioms (en)
- Numération thaï

### Peuples
- Démographie de la Thaïlande
- Groupes ethniques en Thaïlande
  - Bru (peuple), De'ang
  - Karens, Khmers
  - Lahu (peuple), Lao (peuple), Lisu
  - Malais (peuple), Moklen, Môns
  - Nomades de la mer (Urak Lawoi'), Shan
  - Tai (peuple), Tai Dam, Thaï (peuple),
  - Yao (peuple d'Asie), Yawi
- Peuples chasseurs-cueilleurs de Thaïlande : Kensiu, Kintaq, Mani (peuple), Mlabri, Négritos
- Autochtones de Thaïlande
  - Kensiu, Kintaq, Mani (peuple), Mlabri, Moken (peuple), Négritos, Nyahkur, Orang Asli, Urak Lawoi'
- diasporas thais (en)

## Traditions

### Religion
- Religion en Thaïlande, Religion en Thaïlande (rubriques)
- Religion à Bangkok (rubriques)
- Bouddhisme en Thaïlande, Bouddhisme en Thaïlande (rubriques)
  - Bouddhisme à Bangkok
- Autres spiritualités
  - Islam en Thaïlande, Islam en Thaïlande (rubriques), Mosquée Ton Son
  - Christianisme en Thaïlande (en), Christianisme en Thaïlande (rubriques)
    - Clergé catholique thaïlandais, Pierre Lambert de La Motte, Jean-Baptiste Pallegoix, Collège général
    - Hôpital adventiste de Bangkok, Bangkok Thailand Temple

  - Hindouisme  (70 000 hindouistes en 2010, 80 000 en 2020, estimations), Sanctuaire d'Erawan, Mariamman Temple
  - Sikhisme en Thaïlande (en), Gurdwara Sri Guru Singh Sabha
  - Histoire des Juifs en Thaïlande (en)
  - Religion traditionnelle chinoise, Chao Mae Tuptim
  - Religion traditionnelle thaïlandaise (en), Maison des esprits (Animisme)
  - Animisme, Animisme (rubriques)

- Temples en Thaïlande
- Nang Kwak
- Liberté de religion en Thaïlande (en)

94,6 % des Thaïlandais sont bouddhistes, 4,6 % sont musulmans, 0,7 % sont chrétiens et le reste de diverses religions. Le lieu de pèlerinage brahmaniste joue un rôle important dans la religion traditionnelle thaïe, influencé par l'Inde.

### Symboles
- Armoiries de la Thaïlande, Drapeau de la Thaïlande
- Phleng Chat, hymne national de la Thaïlande (1939)
- Drapeaux royaux de Thaïlande (en)

### Folklore
- Folklore thaï (en)

### Croyances
- Croyance aux fantômes en Thaïlande (en)
- Thai Buddha amulet (en)
- Kuman Thong
- Kinnara

### Mythologie
- Krasue
- Nang Tani
- Phi Fa (en)
- Phosop (en)
- Phra Mae Thorani
- Suvannamaccha
- The Twelve Sisters (en)
- Vessantara Jâtaka

### Fêtes

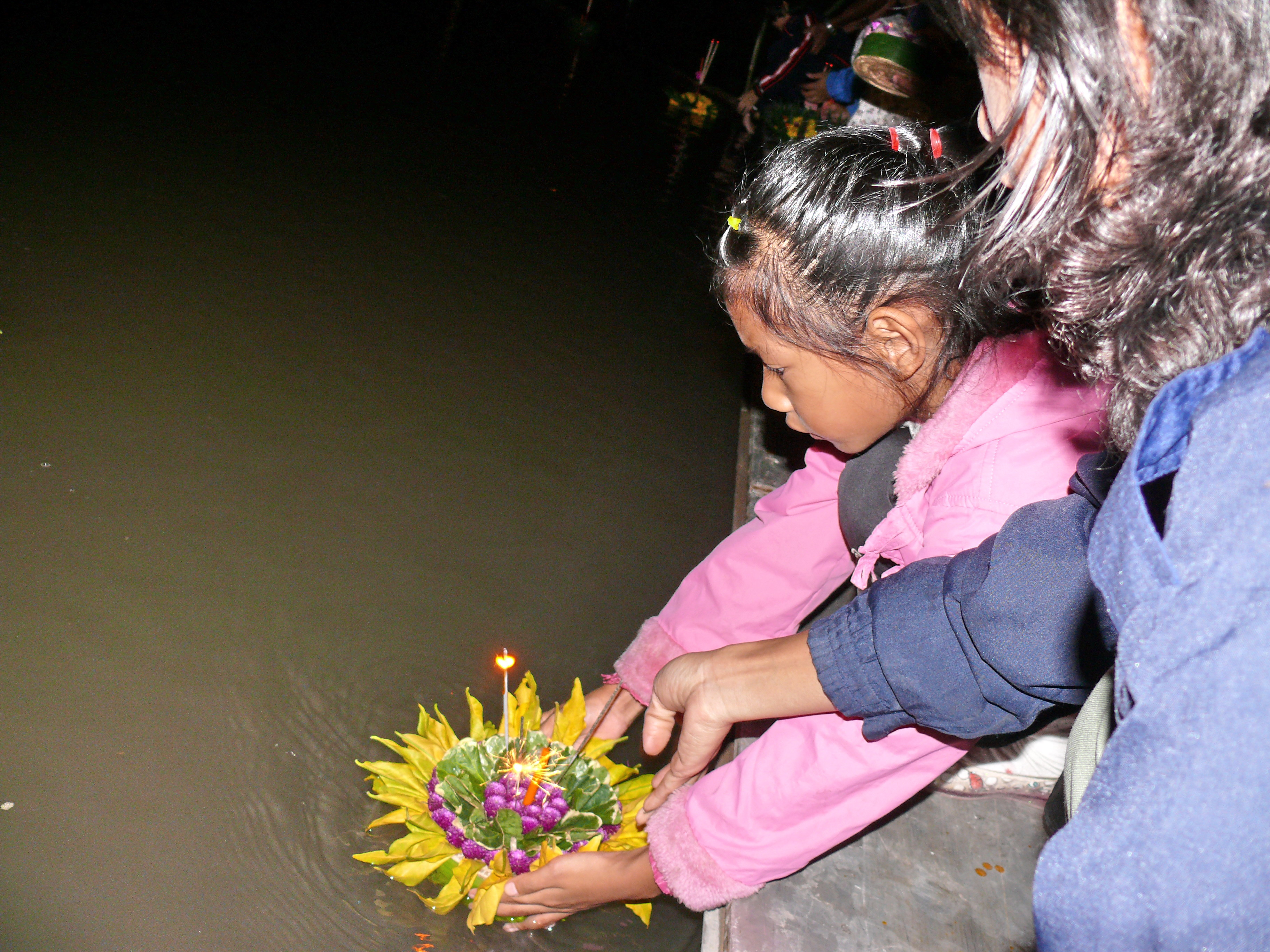
Loy Krathong à Nan, novembre 2007

Les fêtes les plus importantes sont célébrées au Nouvel an Thaï ou Songkran, du 13 au 15 avril. C’est le commencement de l’été en Thaïlande. Un rituel important de la célébration est le fait de jeter de l’eau. L’eau qu’on jette contient de l’eau ayant servi au nettoyage des bouddhas ; on asperge également de l’eau parfumée sur les mains des plus âgés. Une petite quantité de poudre parfumée à base de talc est utilisée pour la fête. Aujourd’hui, la fête de l’eau a intensifié l’utilisation des tuyaux, des tonneaux, des pistolets à eau pour les enfants et aussi des quantités de poudre.
Une autre fête est Loy Krathong, qui a lieu au 12e jour du calendrier lunaire thaï, souvent en novembre. Loy signifie flotter, Krathong est un petit radeau traditionnel qui est fait d’un morceau de bananier décoré de feuilles de bananier, de fleurs, de bougies, d'encens etc. On lance un petit radeau pour se débarrasser de ses mélancolies, de ses malheurs, de ses soucis, avant de commencer une nouvelle vie.
- Catégorie:Fête en Thaïlande
- Jours fériés en Thaïlande

## Comportement social

### Mariage
Le mariage thaï est une cérémonie religieuse. Les couples demandent la bénédiction des moines au temple local avant de se marier. Généralement, ils demandent aux moines leur horoscope et le jour propice au mariage.
Le mariage traditionnel thaï débute par la révérence du couple devant une image de Bouddha. Ils récitent en même temps les chants de la prière bouddhiste, avant d'allumer de l’encens et des bougies devant l'image. Les parents des futurs mariés les unissent alors en plaçant sur la tête de chacun d’eux un cordon en forme de couronne reliée entre elles, pour symboliser le lien qui les unit. Le couple va ensuite offrir de la nourriture, des fleurs et des médicaments aux moines. De l'argent peut aussi être offert au temple.
Les moines commencent la prière en Pâli, avec l’intention de transmettre les aumônes et la bénédiction au couple en utilisant le cordon. Plus tard, le moine dirigeant va connecter celui-ci au récipient d’eau pour le sanctifier. Cette manière de transmettre l’aumône via le cordon jusqu’à l’eau sanctifiée, est également utilisé pour le transmettre aux morts.
Le principe de la dot thaïe est connu sous le nom de Sin Sodt : Traditionnellement, l’homme paye une certaine somme à la famille de son épouse afin de compenser son départ du cercle familial. De cette manière, il lui prouve aussi qu'il est capable d’entretenir financièrement leur fille.
Aujourd’hui, il existe aussi le mariage moderne, influencé par la culture occidentale. Il est accompagné d’une fête dans un hôtel, à la maison ou ailleurs. La nuit, après la fête, le couple est envoyé par ses parents, ses amis et ses proches dans une chambre d’hôtel ou dans sa nouvelle maison : il y trouve un lit décoré avec des pétales des roses et de petites choses romantiques pour sa nuit de noces.

### Naissance
- Naissance en Thaïlande (en)

### Nom
- Nom en Thaïlande (en)
- Thai honorifics (en)

### Funérailles
- Funérailles en Thaïlande (en) (bouddhistes du sud-est asiatique)

### Coutumes
Une des coutumes thaïes est le Waï, geste de salutation très semblable au Namaste des Indiens. Utilisé pour le bonjour, l’adieu, il apparait sous différents styles qui ont tous la même signification : normalement un thaï fait une « révérence » avec les mains comme geste de prière.
Les démonstrations d’affection en public sont courantes entre amis mais très peu entre homme et femme. Par conséquent, il est très rare de voir des couples s’embrassant ou se tenant la main.
Toucher la tête de quelqu’un ou placer le pied au niveau de la tête de quelqu’un est considéré comme impoli. En effet, les thaïlandais considèrent que le pied est une partie sale et grossière du corps, alors que la tête est une partie noble et élevée. Cela a influencé la manière de s’asseoir des thaïs ; les pieds sont disposés sur le côté du corps, un peu cachés, en évitant de les montrer aux autres. Montrer ou toucher les choses avec le pied est considéré comme une action vulgaire.
Il est ainsi considéré comme extrêmement impoli de poser le pied sur les monnaies thaïes, parce qu’on y voit l’image de la tête du roi. Semblablement, au temple, il faut éviter de montrer le pied devant le Bouddha.

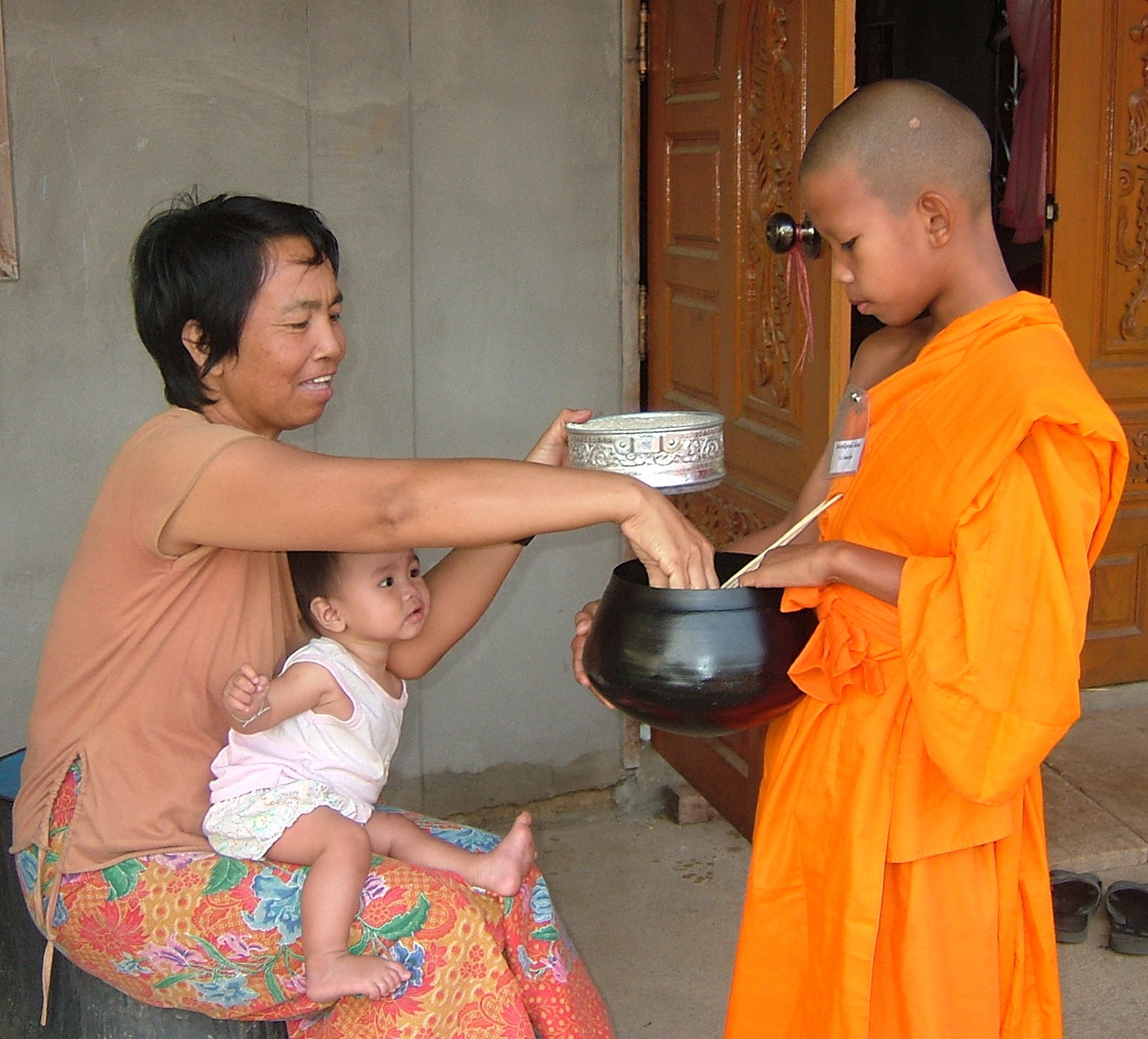
Offrande à un novice

L'usage veut aussi que les thaïlandais ôtent leurs chaussures avant d’entrer dans une maison et franchissent le seuil sans y poser le pied.
De nombreuses coutumes thaïes sont liées à la position des moines dans la société. Ceux-ci ne doivent pas entrer en contact physique avec une femme. Pour leur faire des offrandes, celles-ci placent leurs dons directement dans leur bol, à leurs pieds ou sur un tissu placé sur une table ou par terre. Dans les temples, les moines vont s’asseoir sur la plate-forme la plus élevée.
- Étiquette en Thaïlande (en)
- Temps en Thaïlande (en)

### Droits
- Femmes en Thaïlande (en)
- Bangkok Girl (en) (film documentaire, 2005=
- Prostitution en Thaïlande
- Katoï (transgenre)
- Droits humains en Thaïlande (en)
- Racisme en Thaïlande (en)
- Traite d'êtres humains en Thaïlande (en)
- Trafic sexuel en Thaïlande
- Mettre fin à la prostitution et à la traite des enfants (en)
- Corruption en Thaïlande (en)
- Criminalité en Thaïlande (en)
- Liste de massacres en Thaïlande (en)
- Liste de désastres en Thaïlande (en)
- Liste de guerres impliquant le Thaïlande (en)

## Arts de la table

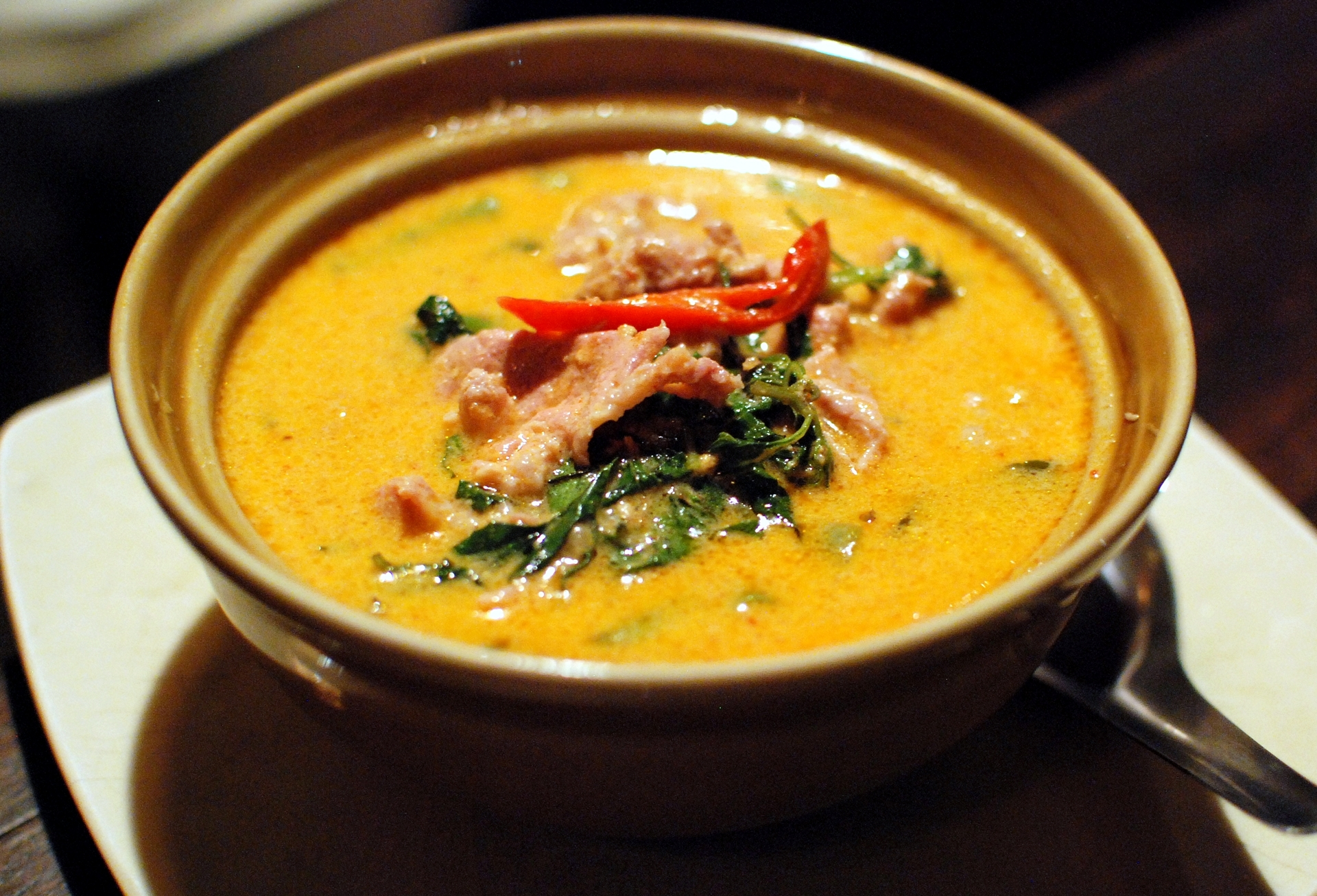
Curry rouge thaï

### Cuisine(s)
- Cuisine thaïlandaise, Cuisine thaïlandaise (rubriques)
- Étiquette du repas en Thaïlande (en)

La cuisine Thaïlandaise mélange de nombreuses saveurs : 
- sucré : du sucre, des fruits, des poivrons
- épicé : des piments
- aigre : du vinaigre, des citrons, des tamarins
- salé : de la sauce de soja, de la sauce de poisson

### Boisson(s)
- Viticulture en Thaïlande

## Santé
- Catégorie:Santé en Thaïlande, Protection sociale
- Santé en Thaïlande (en)
- Massage thaï, Massage thaï des pieds
- Médecine traditionnelle thaï (de)
- Usage des noix de betel en Thaïlande (en)

### Activités physiques
- Kratai kha deow (lapin-sur-une-patte)
- Khee ma khan kluay (chevauchée-à-banane)
- Loy Kratong, petits radeaux flottants (feuille de banane, avec chandelle, encens, fleurs, offrandes)

### Sports
- Sport en Thaïlande (en)
- Rubriques concernant le sport en Thaïlande : basket, boxe, cyclisme, escrime, football, hockey, judo, snooker, tir à l'arc, tennis, volley…
- Sportifs thaïlandais
- Thaïlande aux Jeux olympiques
- Thaïlande aux Jeux paralympiques, Jeux paralympiques
- Thaïlande aux Deaflympics
- Jeux du Commonwealth
- Jeux asiatiques de 1966, Athlétisme aux Jeux asiatiques de 1998
- Records de Thaïlande d'athlétisme

### Arts martiaux
- Muay-thaï
- Krabi krabong
- Muay boran
- Lerdrit (en)
- Silat Pattani (en)
- Kaichon, combat de coqs

## Média
La censure des médias est omniprésente en Thaïlande,.
- Média en Thaïlande, Média en Thaïlande (rubriques)
- Censure en Thaïlande (en)

### Presse
- Presse écrite en Thaïlande, Presse écrite en Thaïlande (rubriques)
- Liste thailändischer Zeitungen (de)

### Radio
- Radio en Thaïlande (en), Radio en Thaïlande (rubriques)

### Télévision
- Télévision en Thaïlande (en), Télévision en Thaïlande (rubriques)
- List of television stations in Thailand (en)
- List of television stations in Bangkok (en)
- Thai television soap opera (en)

### Internet (.th)
- Internet en Thaïlande, Internet en Thaïlande (rubriques)

## Littérature
- Littérature thaïlandaise, Littérature thaïlandaise (rubriques)
- Écrivains thaïlandais
- Prix des écrivains de l'Asie du Sud-Est (SEA, lauréats sur la version anglophone)
  - Chommanard Book Prize (en)
- Bibliothèque nationale de Thaïlande

La littérature thaïlandaise, influencée par la culture indienne, ne présente aucun texte antérieur au XVIIIe siècle, en raison de la fragilité des supports. La littérature religieuse y a une grande place, avec notamment le Traiphum (description des trois mondes) du roi Lü Thaï (XIVe siècle), ou les Cinquante Jataka apocryphes (récits des vies antérieures du Bouddha, distincts des 547 jataka reconnus en Inde). Il existe une version nationale du Ramayana de l’Inde, le Ramakien, écrite au tournant du XIXe siècle par les rois Rama Ier et Rama II. La poésie est très importante, avec des romans en vers et des genres variés, dont le Nirat, poésie de la séparation où s'est illustré le grand poète Sunthorn Phu.

## Artisanat
- Artisanat d'art
- Art thaï
- Objets artisanaux de Thaïlande
- Artiste national de Thaïlande, National Living Treasure (Philippines) (en)

Les savoir-faire liés à l’artisanat traditionnel relèvent (pour partie) du patrimoine culturel immatériel de l'humanité. On parle désormais de trésor humain vivant.
Mais une grande partie des techniques artisanales ont régressé, ou disparu, dès le début de la colonisation, et plus encore avec la globalisation, sans qu'elles aient été suffisamment recensées et documentées.

### Textiles, cuir, papier
- Pantalon thaï
- Mo hom (en)
- Tenue traditionnelle thaïlandaise
- Tenue formelle traditionnelle en Thaïlande (en)
- History of Thai clothing (en)
- Tissage thaï

### Poterie, céramique, faïence
- Céramique thaï

## Arts visuels
- Art en Thaïlande, Art en Thaïlande (rubriques), Art thaï
- Artiste national de Thaïlande

L’art visuel thaï a été influencé par le bouddhisme. L’art contemporain combine toujours à la fois des éléments traditionnels et des techniques modernes.
- Art brut en Thaïlande, Art brut en Thaïlande (rubriques)
- Artistes contemporains thaïlandais

- Artiste national de Thaïlande, avec listes
- Représentation de Bouddha en Thaïlande (en)

### Peinture
- Peinture en Thaïlande, Peinture en Thaïlande (rubriques)
- Peintres thaïlandais

### Sculpture
- Sculpture en Thaïlande, Sculpture en Thaïlande (rubriques)
- Sculpteurs thaïlandais
- Sala Keoku

### Architecture
- Architecture thaïe, Architecture en Thaïlande (rubriques)
- Architectes thaïs
- Architecture religieuse thaïe traditionnelle (en)
- Wat (architecture)
- Temples bouddhistes en Thaïlande
- Sanctuaire d'Erawan (hindouiste)
- Habitat traditionnel en Thaïlande (en)
- Maison de Jim Thompson, Résidence Vimanmek, Palais Suan Pakkad
- Maison de Khuek-rit Pramot (Kukrit Pramoj)
- Phaya Thai Palace (en)
- Kamthieng House Museum (en)
- Palais Varadis (en)

### Photographie
- Photographes thaïlandais

## Arts du spectacle

### Musique(s)
- Musique thaïlandaise, Musique thaïlandaise (rubriques)

### Danse(s)
- Danse en Thaïlande (rubriques)
- Danses thaïlandaises
  - Khon, Ram Muay

### Théâtre
- Théâtre en Thaïlande

Le théâtre traditionnel thaïlandais, très influencé par celui des Môns et des Khmers, est également d'origine indienne. Le rôle de la danse y est primordial. Il est divisé en trois types : Khon, Lakhon et Likay, ce dernier étant la forme la plus populaire.

### Autres: marionnettes, mime, pantomime, prestidigitation
- Arts de la rue, Arts forains, Cirque,Théâtre de rue, Spectacle de rue,
- Marionnette, Arts pluridisciplinaires, Performance (art)…
- Arts de la marionnette en Thaïlande sur le site de l'Union internationale de la marionnette

### Cinéma
- Cinéma thaïlandais, Cinéma thaïlandais (rubriques)
- Cinéma en Thaïlande, Animation en Thaïlande
- Réalisateurs thaïlandais, Scénaristes thaïlandais
- Acteurs thaïlandais, Actrices thaïlandaises
- Films thaïlandais

### Autres
- Jeux vidéo développés en Thaïlande

## Patrimoine

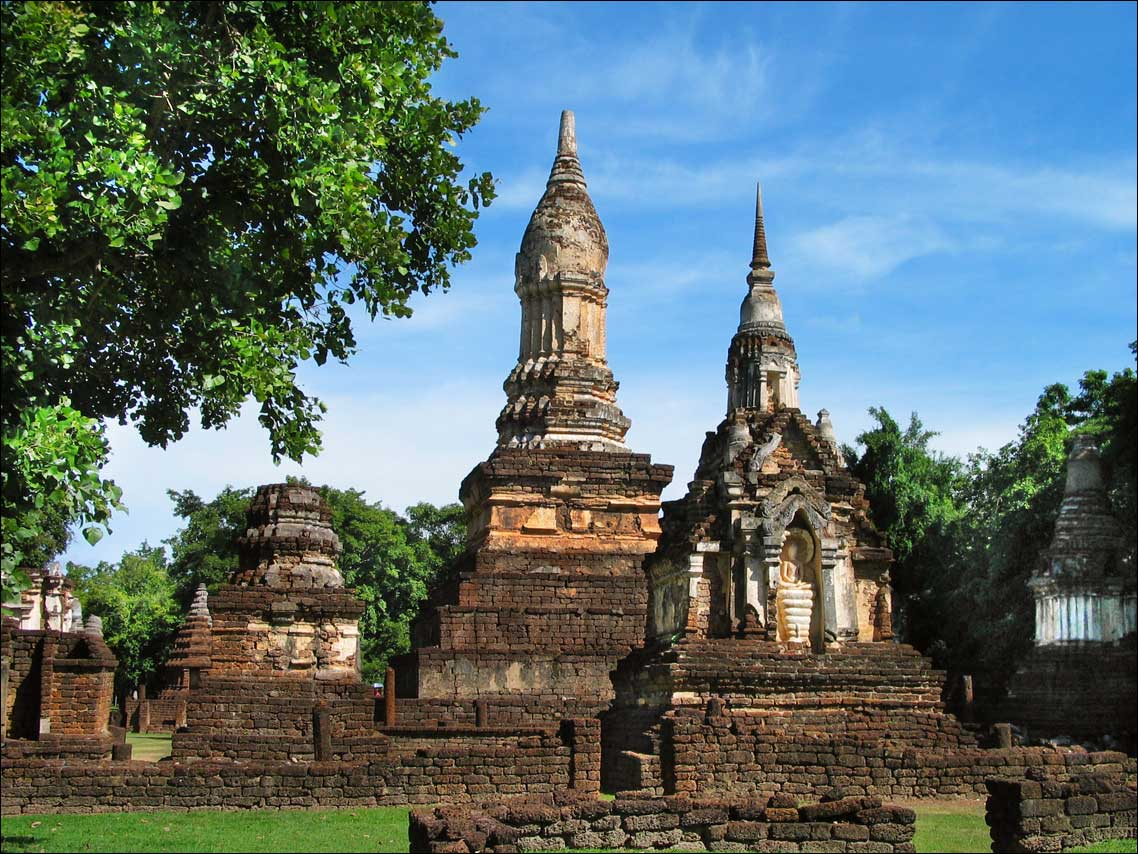
Ruines du Wat Chedi Chet Taeo à Sukhothaï

### Musées et institutions culturelles
- Catégorie:Musée en Thaïlande
- Liste de musées en Thaïlande (en), dont
  - Maison de Jim Thompson
  - Musée d'Erawan, Bangkok
  - Palais Suan Pakkad à Bangkok
  - Musée national Somdet Phra Narai, palais de Phra Narai Ratchaniwet, à Lopburi
  - Musée national de Phimai, Phimai

### Liste du Patrimoine mondial
Le programme Patrimoine mondial (UNESCO, 1971) a inscrit dans sa liste du Patrimoine mondial (au 12/01/2016) : Liste du patrimoine mondial en Thaïlande.

### Liste représentative du patrimoine culturel immatériel de l’humanité
Le programme Patrimoine culturel immatériel (UNESCO, 2003) a inscrit dans sa liste représentative du patrimoine culturel immatériel de l’humanité :
- 2018 : Le khon, théâtre masqué et dansé en Thaïlande[7]
- 2019 : Le massage thaï
- 2031 : Le nora, drame dansé dans le sud de la Thaïlande

### Registre international Mémoire du monde
Le programme Mémoire du monde (UNESCO, 1992) a inscrit dans son registre international Mémoire du monde (au 15/01/2016) :
- 2003 : L’inscription du roi Ram Khamhaeng[8]
- 2009 : Documents d'Archives du Roi Chulalongkorn et de la transformation du Siam (1868-1910)[9]
- 2010 : Archives épigraphique de Wat Pho[10]
- 2013 : Les registres du Conseil de la Siam Society, 100 années d'enregistrements sur la coopération internationale et la diffusion du savoir dans les arts et les sciences[11].